# 그림스비역 (VIA)
그림스비역(영어: Grimsby Station)은 캐나다 온타리오주 그림스비에 있는 캐나다 내셔널 철도 그림스비 선의 철도역으로, 토론토와 뉴욕을 잇는 메이플 리프 열차가 정차하는 역이다.
메이플 리프 열차는 암트랙과 VIA 철도가 공동으로 운행하며 암트랙 열차와 장비로 운행하나 캐나다 구간에서는 VIA 철도 승무원이 상주한다. 이 역은 이전에 코리더 열차가 정차하였으나 2012년부터 이 구간의 운행이 중단되었다. 2020년 3월부터 메이플 리프 열차는 코로나19 여파로 뉴욕주 나이아가라폴스역에 종착하면서 현재 그림스비역에는 어떠한 열차도 정차하지 않고 있다.
역 건물은 정류장 형태로, 휠체어 승객이 이용이 가능하며 무인역이지만 선로 근처에 있는 난방이 되는 대기 시설이 목재 건물을 대신한다. 역 주차장에는 무료 주차가 가능하다.

## 역사
1853년에 그레이트 웨스턴 철도의 기차역으로 지어진 이 역은 포크 로드 도자기가 사용하였다. 이곳은 청과물 도매 시설과 고기 포장 시설이 들어섰다. 두 번째 건물은 1900년에 전소되었고 1902년에 세 번째 건물로 대체되었다. 이 역사적인 건물은 두 개의 타워가 있었으나 1994년에 전기 화재로 전소되었다. 그 건물은 1979년부터 1994년까지 식당으로 사용되었다. 현재 VIA 철도가 운영하고 있는 정류장 시설은 1990년대에 지어졌다.

## 인접 정차역
| CN 그림스비선            | CN 그림스비선                 | CN 그림스비선      |
| ------------------------ | ----------------------------- | ------------------ |
| 세인트캐서린스 뉴욕 방면 | VIA 철도 · 암트랙 메이플 리프 | 올더숏 토론토 방면 |